# Alex Caruso
Alex Michael Caruso (College Station, Texas, 28 de febrero de 1994) es un baloncestista estadounidense que pertenece a la plantilla de los Oklahoma City Thunder de la NBA. Con 1,96 metros de estatura, juega en la posición de base.

## Trayectoria deportiva

### Universidad

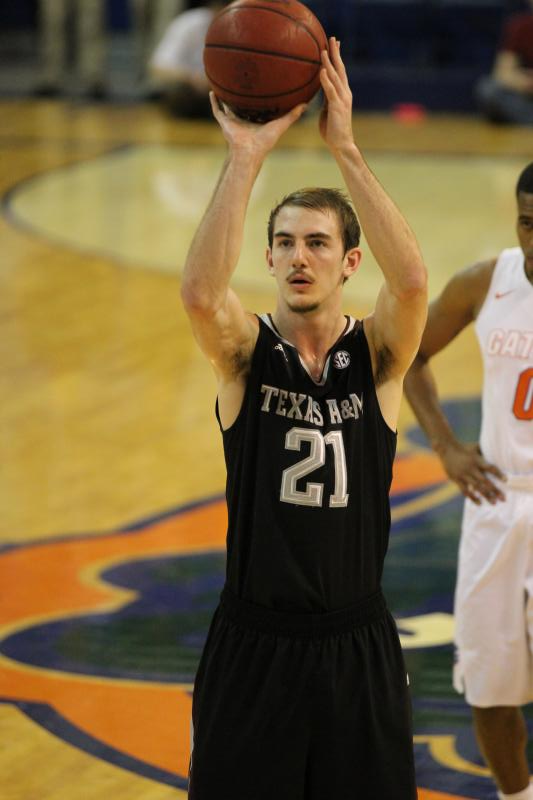
Caruso con Texas A&M en 2015.

Jugó cuatro temporadas con los Aggies de la Universidad de Texas A&M, en las que promedió 8 puntos, 3,7 rebotes, 4,7 asistencias y 2 robos de balón por partido. Lideró la Southeastern Conference en asistencias en 2015 y robos de balón en su último año, siendo incluido esa temporada en el segundo mejor quinteto de la conferencia y en el mejor quinteto defensivo. Acabó su carrera como el líder histórico de los Aggies en asistencias (649) y en robos de balón (276).

#### Estadísticas
| Año     | Equipo    | PJ  | PT  | MPP  | %TC  | %3P  | %TL  | RPP | APP | ROB | TPP | PPP |
| ------- | --------- | --- | --- | ---- | ---- | ---- | ---- | --- | --- | --- | --- | --- |
| 2012–13 | Texas A&M | 33  | 17  | 24.7 | .373 | .265 | .600 | 3.2 | 3.4 | 1.8 | .5  | 5.5 |
| 2013–14 | Texas A&M | 34  | 33  | 29.8 | .460 | .333 | .685 | 3.6 | 5.0 | 2.0 | .8  | 9.0 |
| 2014–15 | Texas A&M | 33  | 33  | 31.5 | .463 | .366 | .685 | 4.5 | 5.5 | 2.1 | .2  | 9.1 |
| 2015–16 | Texas A&M | 37  | 37  | 28.8 | .502 | .368 | .785 | 3.6 | 5.0 | 2.1 | .2  | 8.1 |
| Total   | Total     | 137 | 120 | 28.7 | .455 | .340 | .685 | 3.7 | 4.7 | 2.0 | .4  | 8.0 |

### Profesional
Tras no ser elegido en el Draft de la NBA de 2016, se unió a los Philadelphia 76ers para disputar las Ligas de Verano de la NBA, en las que jugó cinco partidos, promediando 2,4 puntos y 2,4 rebotes. El 23 de septiembre firmó con los Oklahoma City Thunder para disputar la pretemporada, pero fue despedido el 17 de octubre. Dos semanas después fue adquirido por los Oklahoma City Blue de la NBA D-League como afiliado de los Thunder.
Jugó las Ligas de Verano de la NBA con Los Angeles Lakers, con quienes firmó un contrato de dos vías con ellos, para jugar también en el filial de la G League, los South Bay Lakers.
El 6 de julio de 2019, firma un contrato de dos años y $5.5 millones con Los Lakers. El 11 de octubre de 2020 se proclama campeón de la NBA por primera vez en su carrera tras vencer a Miami Heat en la final de la NBA.
El 2 de agosto de 2021, firma con Chicago Bulls por $37 millones y 4 años. Durante su primera temporada en Chicago, el 21 de enero de 2022 ante Milwaukee Bucks, sufre un fuerte golpe y se fractura la muñeca, por lo que se perdería varias semanas de competición.
Al término de su segunda temporada en Chicago fue incluido en el mejor quinteto defensivo de la NBA.
Al acabar su tercera temporada con los Bulls, le otorgaron el Premio Hustle. El 20 de junio de 2024 es traspasado a Oklahoma City Thunder a cambio de Josh Giddey.
El 22 de junio de 2025 se proclamó campeón de la NBA por segunda vez en su carrera tras vencer a Indiana Pacers en la Final de la NBA (4-3).

## Estadísticas de su carrera en la NBA
|  | Denota temporadas en las que su equipo fue Campeón de la NBA |

### Temporada regular
| Año     | Equipo        | PJ  | PT  | MPP  | %TC  | %3P  | %TL  | RPP | APP | ROB | TPP | PPP  |
| ------- | ------------- | --- | --- | ---- | ---- | ---- | ---- | --- | --- | --- | --- | ---- |
| 2017-18 | L.A. Lakers   | 37  | 7   | 15.2 | .431 | .302 | .700 | 1.8 | 2.0 | .6  | .3  | 3.6  |
| 2018-19 | L.A. Lakers   | 25  | 4   | 21.2 | .445 | .480 | .797 | 2.7 | 3.1 | 1.0 | .4  | 9.2  |
| 2019-20 | L.A. Lakers   | 64  | 2   | 18.4 | .412 | .333 | .737 | 1.9 | 1.9 | 1.1 | .3  | 5.5  |
| 2020-21 | L.A. Lakers   | 58  | 6   | 21.0 | .436 | .401 | .645 | 2.9 | 2.8 | 1.1 | .3  | 6.4  |
| 2021-22 | Chicago       | 41  | 18  | 28.0 | .398 | .333 | .795 | 3.6 | 4.0 | 1.7 | .4  | 7.4  |
| 2022-23 | Chicago       | 67  | 36  | 23.5 | .455 | .364 | .808 | 2.9 | 2.9 | 1.5 | .7  | 5.6  |
| 2023-24 | Chicago       | 71  | 57  | 28.7 | .468 | .408 | .760 | 3.8 | 3.5 | 1.7 | 1.0 | 10.1 |
| 2024-25 | Oklahoma City | 54  | 3   | 19.3 | .446 | .353 | .824 | 2.9 | 2.5 | 1.6 | .6  | 7.1  |
| Total   | Total         | 417 | 133 | 22.3 | .440 | .376 | .758 | 2.9 | 2.8 | 1.3 | .5  | 6.9  |

### Playoffs
| Año   | Equipo        | PJ | PT | MPP  | %TC  | %3P  | %TL   | RPP | APP | ROB | TPP | PPP |
| ----- | ------------- | -- | -- | ---- | ---- | ---- | ----- | --- | --- | --- | --- | --- |
| 2020  | L.A. Lakers   | 21 | 1  | 24.3 | .425 | .279 | .800  | 2.3 | 2.8 | 1.1 | .6  | 6.5 |
| 2021  | L.A. Lakers   | 6  | 0  | 20.2 | .368 | .294 | 1.000 | 1.3 | .5  | .2  | .7  | 5.8 |
| 2022  | Chicago       | 4  | 4  | 28.3 | .391 | .389 | –     | 2.8 | 4.3 | 1.3 | 1.0 | 6.3 |
| 2025  | Oklahoma City | 23 | 0  | 24.4 | .450 | .411 | .795  | 2.7 | 2.2 | 2.0 | .6  | 9.2 |
| Total | Total         | 54 | 5  | 24.2 | .428 | .355 | .803  | 2.4 | 2.4 | 1.4 | .6  | 7.6 |

## Vida personal
Alex es hijo de Mike y Jackie Caruso, y tiene dos hermanas; ambas han jugado con los Aggies. Megan, es de la promoción de 2014, y Emily, de la promoción de 2018. Su padre jugó cuatro temporadas con Creighton y fue director deportivo de Texas A&M.
Caruso, debido al trabajo de su padre, creció bajo la influencia del programa deportivo de Texas A&M, siendo durante varias temporadas el aguador del equipo. Luego, mientras estudiaba también en Texas A&M, se especializó en gestión deportiva.
El 22 de junio de 2021, fue arrestado en el aeropuerto de Easterwood en College Station (Texas) por portar restos de marihuana en un grinder. Al ser una cantidad menor de dos onzas, fue puesto en libertad después de pagar una fianza.
A finales de agosto de 2024 anunció su compromiso matrimonial con Haleigh Broucher, exconsursante del programa Big Brother estadounidense. La pareja se casó el 9 de agosto de 2025.